# Parachiton africanus
Parachiton africanus is een keverslakkensoort uit de familie van de Leptochitonidae. De wetenschappelijke naam van de soort is voor het eerst geldig gepubliceerd in 1906 door Nierstrasz.